# Breakout (canção de Miley Cyrus)
"Breakout" é uma canção pop da artista musical norte-americana Miley Cyrus. A canção foi lançada na Rádio Disney como promoção do segundo álbum de Cyrus, de mesmo nome. A canção foi originalmente gravada pela cantora norte-americana de música pop Katy Perry como uma demo para o seu álbum de estreia, One of the Boys, mas devido a não estar incluída no álbum, a canção foi dada para Cyrus. "Breakout" é uma canção dance-pop, cuja instrumentação inclui teclado, guitarra e bateria, enquanto a letra discute o crescimento e a despreocupação.
Os críticos contemporâneos receberam "Breakout" positivamente, valorizando seu conteúdo lírico. Downloads digitais começaram imediatamente após o lançamento de Breakout em 22 de julho de 2008, e a levou ao sucesso comercial na Austrália, no Canadá e nos Estados Unidos; seu maior pico internacional foi no número 45 da Canadian Hot 100. Cyrus apresentou a canção em vários locais; a primeira apresentação ocorreu no Disney Channel Games de 2008 com um vídeo promocional e durante a sua primeira turnê a nível mundial, Wonder World Tour, a canção foi o número de abertura.

## Desenvolvimento

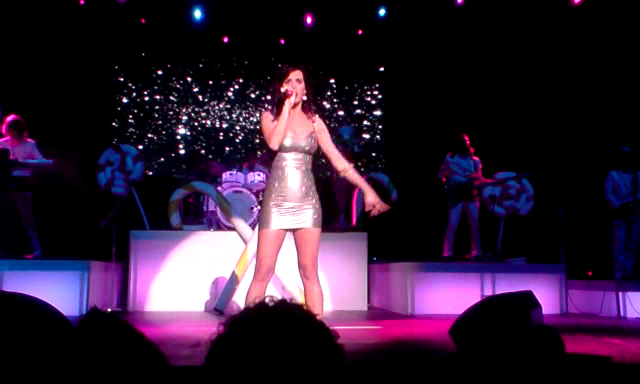
A canção seria originalmente gravada por Katy Perry, para o álbum One of the Boys.

"Breakout" foi escrita por Ted Bruner, Trey Vittetoe e Gina Schock do The Go-Go's. Foi inicialmente gravada pela cantora pop norte-americana Katy Perry, gravando a canção como uma demo para seu álbum de estreia One of the Boys, embora nunca tenha sido totalmente executada para o álbum e foi dada para Cyrus, cuja versão possui vocais de apoio de Perry. Perry falou sobre o seu papel para a revista Bliss: "Meus vocais estão presentes em Breakout. Eu pensei, 'Sim, eu estou cantando em um single da Miley'." Cyrus disse que o título do álbum Breakout foi influenciado pela canção, já que ela era "uma das [suas] canções favoritas" no álbum; "isso era devido à música ser feminina mas apelar para diferentes faixas etárias: mães, pais, irmãs e irmãos podem identificar-se com ela. Além disso, é basicamente porque você só quer sair e se divertir com seus amigos e, às vezes, sair para dançar e relaxar de vez em quando"."

## Estrutura musical e análise da crítica
"Breakout" é uma canção dance-pop com uso pesado de elementos do pop rock, com duração de três minutos e vinte e seis segundos. Escrita na clave de sol maior, a canção segue a progressão harmônica G5—Dsus—Csus2—Dsus, começando com uma batida rápida. Na opinião de Chris William do Entertainment Weekly, a letra de Breakout é um discurso contra a mais cruel das iniquidades da vida.
"Breakout" recebeu geralmente respostas positivas de críticos contemporâneos, com Chris William, escrevendo para Entertainment Weekly que Gina Schock deixou a canção com certo ar de amadurecimento. De acordo com Sarah Rodman, do The Boston Globe, "Breakout é puro pop". Jody Rosen da revista Rolling Stone disse a canção deixou a marca no mundo pop. Robert Christgau disse, em resenha para o álbum, que "Breakout" e "7 Things" são as melhores canções presentes. Ben Ratliff escreveu para o The New York Times que "Breakout" apela para o rock e o pop ao mesmo tempo, assim como algumas canções da canadense Avril Lavigne.

## Desempenho nas paradas musicais
| Parada (2009)                 | Melhor posição |
| ----------------------------- | -------------- |
| Australian ARIA Singles Chart | 94             |
| Canadian Hot 100              | 45             |
| Billboard Hot 100             | 56             |
| Billboard Hot Digital Songs   | 27             |